# Шепелево (Глубокский район)
Шепелево (бел. Шэ́пелева) — деревня в Глубокском районе Витебской области Белоруссии. В составе Плисского сельсовета.

## География
Расположена на дороге Н2408.
Ближайшие населённые пункты Мнюто 1, Мнюто 2, Суклино и др.

### Гидрография
На берегу реки Мнюта.

## История
В 1921—1945 годах фольварк в составе гмины Плиса Дисенского повета Виленского воеводства Польской Республики.

## Население

### Численность
- 2009 год — 115 жителей

### Динамика
- 1921 год — 75 жителей, 5 дворов[4]
- 1931 год — 98 жителей, 6 дворов[5]
- 2009 год — 115 жителей (перепись населения)

## Экономика
Действует молочно-товарная ферма «Шепелево» СУП «Мнюта» Глубокского МКК.

## Галерея

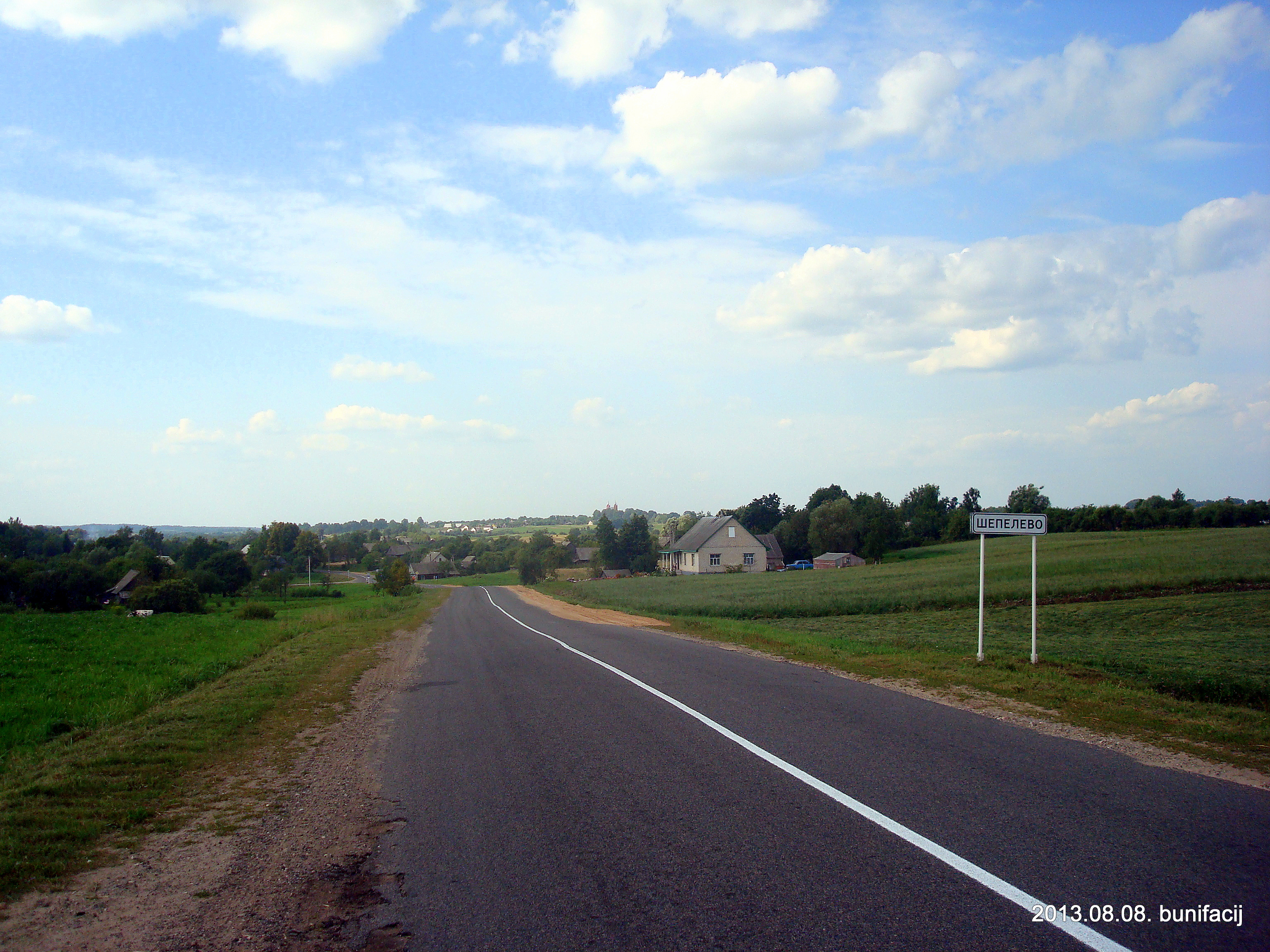
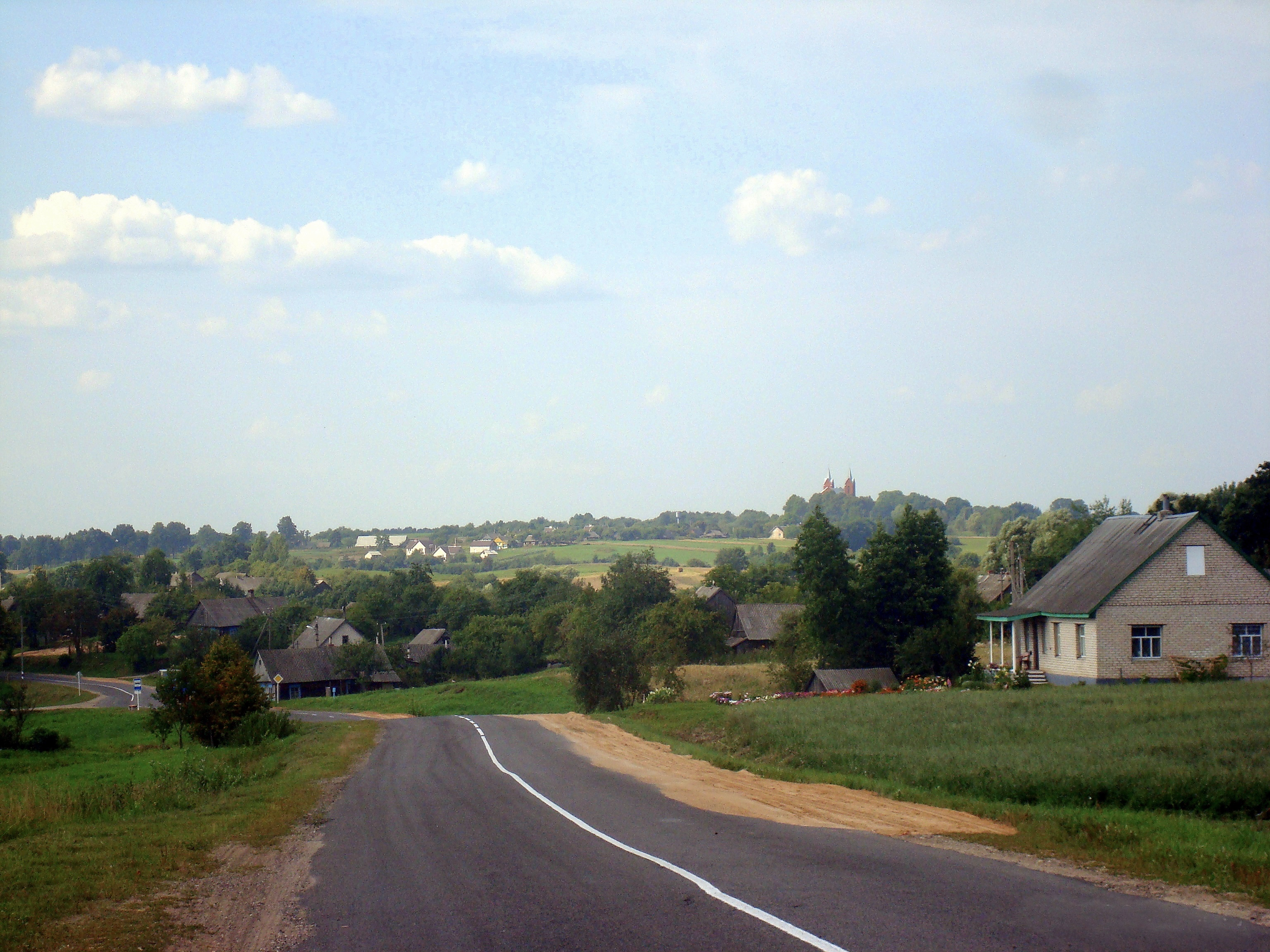